# (4247) Grahamsmith
(4247) Grahamsmith es un asteroide perteneciente al cinturón de asteroides, descubierto el 28 de noviembre de 1983 por Edward Bowell desde la Estación Anderson Mesa (condado de Coconino, cerca de Flagstaff, Arizona, Estados Unidos).

## Designación y nombre
Designado provisionalmente como 1983 WC. Fue nombrado Grahamsmith en honor al astrónomo británico sir Francis Graham-Smith.